# مجموعة سي شور
مجموعة سي شور هي شركة قطرية مملوكة وواحدة من أكبر الشركات التجارية متعددة التخصصات في دولة قطر. يقع مقر الشركة الرئيسي في الخور ، وقد تأسست الشركة في عام 1989 من قبل رجل أعمال قطري من مدينة الخور السيد سعيد المهندي لدعم رجل الأعمال الهندي السيد محمد علي من تريشور مع قاعدة موظفين أولية من ثلاثة عمال. اعتبارًا من عام 2013 ، كان لدى الشركة 2500 عامل. 
في الوقت الحاضر مجموعة سي شور هي أكبر شركة هندسية ومتعددة التخصصات
شركة مقاولات في دولة قطر وتقدم مجموعة واسعة من الخدمات
بما في ذلك على سبيل المثال لا الحصر تصميم وتصنيع الهياكل الفولاذية والمدنية
أعمال البناء والأنابيب الصناعية ، شركة رائدة في إدارة النفايات وأمبير.
مزود خدمة بيئية ، جلفنة بالغمس الساخن ، تجارة في الأدوات ،
المواد الاستهلاكية ، معدات الحماية الشخصية إلخ. ، سوبر ماركت ، تصنيع البلاط ، إعادة تدوير الإطارات الثقيلة
المعدات واللوجستيات ، تصنيع هياكل الشاحنات الثقيلة ، الشحن والتفريغ (الميناء)
الخدمات والأجهزة والأتمتة ، الهدايا. شاطئ البحر لديه الأول
مصنع الصلب المملوك للقطاع الخاص. مطحنة البحر والصلب والدرفلة
قسم الكهروميكانيكية هي مشاريعهم الجديدة. وأيضًا ، Seashore ISO 9001:
2008 ، ISO 14001: 2004 & OHSAS 18001: 2007 معتمد لأنظمة الإدارة.
سي شور هي تكتل حقيقي ومؤسسة مشتركة ذات معايير عالمية.

## الشركات التابعة
- شركة سي شور للأنابيب و الصلب